# Jô Santos
Jô Santos, właśc. Joálisson Santos Oliveira (ur. 31 marca 1991 w Campina Grande) – brazylijski piłkarz, występujący na pozycji lewego lub prawego skrzydłowego w kazaskim klubie Turan Turkiestan.